# Adolphe Billault
Adolphe Augustin Marie Billault (Vannes, 12 novembre 1805 – Basse-Goulaine, 13 ottobre 1863) è stato un politico e avvocato francese.

## Biografia

### Giovinezza
Adolphe Augustin Marie Billault nacque il 12 novembre 1805 a Vannes, presso Morbihan, in una famiglia della borghesia locale. Dopo aver studiato legge all'Università di Parigi, chiese la mano di una ricca ereditiera, Françoise Bourgault-Ducoudray, figlia di Guillaume Bourgault-Ducoudray, il quale in un primo momento cercò di opporsi al matrimonio tra i due perché il giovane non era abbiente e aveva uina pessima reputazione. Animato da questa necessità, Adolphe riuscì in breve tempo a fare carriera e a divenire uno dei principali avvocati del foro di Nantes, promettendo alla futura moglie di divenire in tre anni deputato al parlamento e dopo tre anni ministro. Impressionato dalla sua determinazione e dai suoi successi, gli venne accordato il permesso di sposarsi. Nel 1830 divenne consigliere municipale di Nantes, divenendo poi presidente del foro locale e membro del consiglio generale della regione della Loire-Inférieure.

### Deputato
Billault venne eletto deputato il 4 novembre 1837 per la costituente della Loira inferiore (Aucenis), divenendo quindi consigliere del giovane duca d'Aumale. Rieletto il 2 marzo 1839 ed accettata la posizione di vice segretario di stato al ministero dell'agricoltura e del commercio all'epocadi Alexandre Goüin, dal 1838 divenne membro e segretario della commissione per le ferrovie.
Quando il gabinetto di governo si ritirò il 1º marzo 1838, Billaut ritornò all'opposizione. Venne rieletto il 9 luglio 1842 ed il 1º agosto 1846. Continuò a votare opponendosi alla dinastia reale, concordando solo occasionalmente col governo.
Dopo la rivoluzione di febbraio del 1848 venne eletto il 23 aprile come rappresentante del dipartimento della Loire-Inférieure.
Si dichiarò repubblicano e votò per il partito guidato da Louis-Eugène Cavaignac, anche se si stava avvicinando alla destra. Non riuscì ad essere rieletto, ma rimase comunque attivo negli ambienti extraparlamentari.

### Bonapartista

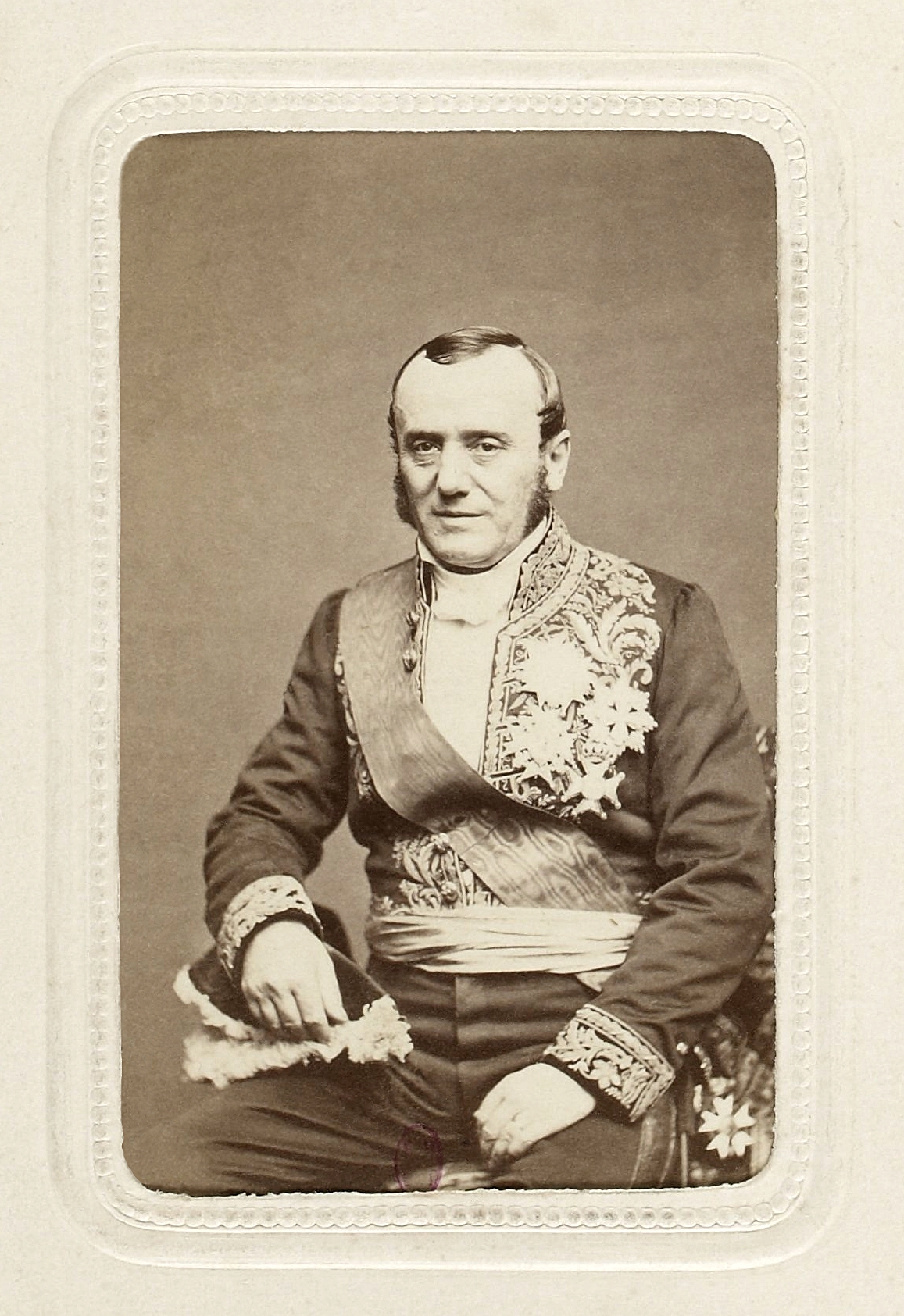
Billault nella sua uniforme di ministro

Finì per aderire alla politica di Luigi Napoleone Bonaparte e di frequente si recòPalazzo dell'Eliseo. Billault fu ufficiosamente candidato alle elezioni del 29 febbraio 1852, venendo eletto per il distretto dell'Ariège.
Luigi Napoleone lo nominò presidente della legislatura. In questo ruolo, il 1º dicembre 1852, Billault si recò al castello di Saint-Cloud per portare a Luigi Napoleone il risultato del plebiscito popolare col quale i francesi avevano restaurato l'impero proclamandolo imperatore col nome di Napoleone III.
L'imperatore lo nominò ministro dell'interno il 19 giugno 1854 e lo proclamò senatore il 4 dicembre di quello stesso anno. Rimase in carica sino alla crisi causata dal tentativo di assassinio da parte di Felice Orsini ai danni di Napoleone III, quando venne rimpiazzato dal generale Charles-Marie-Esprit Espinasse l'8 febbraio 1858. 
Quando Napoleone III tentò di inaugurare un impero di stampo liberale il 24 novembre 1860, chiamò Billault quale ministro senza portafoglio. Con questo ruolo Billault si prestò più volte come difensore attivo della politica imperiale. Lo stress di questo impegno, ad ogni modo, danneggiò la sua salute e morì prematuramente a Nantes il 13 ottobre 1863.
La città di Nantes gli ha dedicato una statua nel 1867.